# Petrichus athleticus
Petrichus athleticus är en spindelart som beskrevs av Mello-Leitao 1944. Petrichus athleticus ingår i släktet Petrichus och familjen snabblöparspindlar. Inga underarter finns listade i Catalogue of Life.